# Колосова, Наталья Феоктистовна
Наталья Феоктистовна Колосова (род. 31 октября 1932, Харьков — ум. 28 октября 2010, Харьков) — украинский библиограф, кандидат педагогических наук (1978), профессор (1989).

## Биография
В 1954 году окончила Харьковский библиотечный институт. Трудовую деятельность начала в 1954 в Харьковской государственной научной библиотеке имени В. Г. Короленко, где работала до 1963 года.
С 1963 года работала в Харьковском библиотечном институте — преподаватель, заведующий кафедрой технических библиотек и научной информации (1966), заведующий кафедрой отраслевого библиографоведения(1979), профессор (1989).

## Работы
Список наиболее важных работ согласно Энциклопедии современной Украины:
- Библиография технической литературы: Тематический план и методические указания. Харьков, 1972
- Первое издательство технической литературы Украинской ССР // Научные и технические библиотеки СССР. 1980. № 7
- Организация технической библиографии в СССР и библиографическое обеспечение техники: Учебное пособие. Харьков, 1986.
- Сучасні проблеми бібліографії в Україні // Культура України: історія і сучасність. Харків, 1992.
- Бібліографія науково-технічної сфери: Навчальний посібник Харків, 1998.
- Бібліографічна підготовка фахівців вищої кваліфікації у Харківській державній академії культури // Вісник Харківської академії культури: Збірник наукових праць 2000. Вип. 3.